# Länsväg 216
De Zweedse weg 216 (Zweeds: Länsväg 216) is een provinciale weg in de provincie Södermanlands län in Zweden en is circa 21 kilometer lang.

## Plaatsen langs de weg
- Jönåker
- Björkvik

## Knooppunten
- E4 (begin)
- Riksväg 52 (einde)